# Cristian Volpato
Cristian Volpato (Sídney, 15 de noviembre de 2003) es un futbolista australiano, nacionalizado italiano, que juega en la demarcación de delantero en la U. S. Sassuolo Calcio de la Serie A.

## Trayectoria
Tras formarse como futbolista en las categorías inferiores del Sydney United 58 FC, Sydney F. C., Western Sydney Wanderers F. C. y la A. S. Roma, finalmente el 4 de diciembre de 2021 debutó con el primer equipo en la Serie A contra el Inter de Milán. El encuentro finalizó con un resultado de 0-3 a favor del conjunto milanés tras los goles de Hakan Çalhanoğlu, Edin Džeko y Denzel Dumfries.

## Estadísticas

### Clubes
Actualizado al último partido disputado el 28 de febrero de 2024.
| Club                    | Div.          | Temporada     | Liga  | Liga  | Copas nacionales | Copas nacionales | Copas internacionales | Copas internacionales | Total | Total |
| Club                    | Div.          | Temporada     | Part. | Goles | Part.            | Goles            | Part.                 | Goles                 | Part. | Goles |
| ----------------------- | ------------- | ------------- | ----- | ----- | ---------------- | ---------------- | --------------------- | --------------------- | ----- | ----- |
| A. S. Roma · Italia     | 1.ª           | 2021-22       | 3     | 1     | 0                | 0                | 0                     | 0                     | 3     | 1     |
| A. S. Roma · Italia     | 1.ª           | 2022-23       | 7     | 1     | 1                | 0                | 3                     | 0                     | 11    | 1     |
| A. S. Roma · Italia     | Total club    | Total club    | 10    | 2     | 1                | 0                | 3                     | 0                     | 14    | 2     |
| U. S. Sassuolo · Italia | 1.ª           | 2023-24       | 14    | 1     | 3                | 0                | —                     | —                     | 17    | 1     |
| U. S. Sassuolo · Italia | Total club    | Total club    | 14    | 1     | 3                | 0                | 0                     | 0                     | 17    | 1     |
| Total carrera           | Total carrera | Total carrera | 24    | 3     | 4                | 0                | 3                     | 0                     | 31    | 3     |

## Palmarés

### Campeonatos nacionales
| Título  | Club                  | País   | Año     |
| ------- | --------------------- | ------ | ------- |
| Serie B | U. S. Sassuolo Calcio | Italia | 2024-25 |